# Neligový fotbal
Neligový fotbal (anglicky: Non-League football) je termín užívaný pro poloprofesionální a amatérské fotbalové ligy, kluby, které v nich hrají a hráče, hrající v těchto ligách. Nejčastěji se tento výraz užívá v souvislosti s anglickým fotbalem, kde se jako neligový fotbal klasifikují 5. až 20. ligová úroveň, přesto v ní můžou hrát profesionální kluby, které sestoupily z profesionálních lig. Na mimoligové úrovni hraje také speciální tým, Anglická fotbalová reprezentace „C“.